# Kaden Hopkins
Kaden Hopkins, né le 24 mars 2000 à Hamilton, est un coureur cycliste bermudien. Il est notamment champion de la Caraïbe du contre-la-montre en 2019 et 2022.

## Biographie
En 2015, Kaden Hopkins devient champion des Bermudes sur route dans la catégorie juniors (moins de 19 ans). L'année suivante, il conserve ce titre. Il se distingue ensuite lors de la saison 2018 en remportant le contre-la-montre junior des championnats de la Caraïbes. Il représente également son pays aux championnats du monde juniors, qui ont lieu à Bergen,.
En 2019, il remporte plusieurs courses aux États-Unis ainsi qu'aux Bermudes. Il devient par ailleurs double champion de la Caraïbe du contre-la-montre, chez les élites et les espoirs.
En 2020, il se classe treizième de la Valley of the Sun Stage Race puis huitième et meilleur jeune de la Vuelta a la Independencia Nacional, avant que la saison ne soit suspendue par la pandémie de Covid-19. Lors de la reprise des courses en été, il décroche le titre national dans le contre-la-montre aux championnats des Bermudes. 
Pour la saison 2021, il décide de rejoindre le club Essax, basé dans la Communauté valencienne. Il suspend à cette occasion ses études universitaires pour s'installer dans la province d'Alicante.

## Palmarès et résultats

### Par année
- 2015
  -  Champion des Bermudes sur route juniors
  - 2e du championnat des Bermudes du contre-la-montre juniors
- 2016
  -  Champion des Bermudes sur route juniors
  - 2e du championnat des Bermudes du contre-la-montre juniors
- 2017
  - 1re et 2e étapes du Bermuda Grand Prix
  - 2e du Bermuda Grand Prix
  - 2e du championnat des Bermudes du contre-la-montre juniors
- 2018
  -  Champion de la Caraïbe du contre-la-montre juniors[7]
  - 2e du championnat des Bermudes du contre-la-montre juniors
  - 2e du championnat des Bermudes sur route juniors
  -  Médaillé de bronze du championnat de la Caraïbe sur route juniors
- 2019
  -  Champion de la Caraïbe du contre-la-montre
  -  Champion de la Caraïbe du contre-la-montre espoirs
  -  Champion des Bermudes du contre-la-montre
  - Cobb Lake Road Race
  - Oval Criterium
  - Sinclair Packwood Memorial
  - 3e du championnat des Bermudes sur route
  - 3e du championnat des Bermudes du critérium
- 2020
  -  Champion des Bermudes du contre-la-montre
  - 2e du championnat des Bermudes sur route
  - 2e du championnat des Bermudes du critérium
- 2021
  -  Champion des Bermudes du contre-la-montre
  - 3e étape de la Vuelta a la Independencia Nacional
  - 3e du championnat des Bermudes sur route
- 2022
  -  Champion de la Caraïbe du contre-la-montre
  -  Champion de la Caraïbe du contre-la-montre espoirs
  - 2e du championnat des Bermudes du contre-la-montre
  - 2e du championnat des Bermudes sur route
- 2023
  -  Champion des Bermudes sur route
  -  Champion des Bermudes du contre-la-montre
  - 1re étape de la Boucle de l'Artois
  - 2e et 8e (contre-la-montre) étapes du Tour de la Guadeloupe
  - Presidents Cup Road Race
  -  Médaillé d'argent du championnat panaméricain du contre-la-montre
  -  Médaillé d'argent du championnat de la Caraïbe du contre-la-montre
  - 2e de la Boucle de l'Artois
  -  Médaillé de bronze de la course en ligne aux Jeux d'Amérique centrale et des Caraïbes
- 2024
  -  Champion des Bermudes sur route
  -  Champion des Bermudes du contre-la-montre
  - Chrono 47 (contre-la-montre par équipes)
  - 2e étape du Tour du Piémont pyrénéen (contre-la-montre par équipes)
  - 3e étape du Circuit des plages vendéennes (contre-la-montre par équipes)
  - 3e et 9e étapes du Tour de la Guadeloupe
  -  Médaillé d'argent du championnat de la Caraïbe du contre-la-montre
- 2025
  - Prologue du Mémorial Denis Manette
  - Grand Prix Jack Auto
  - 3e étape du Grand Prix de l'USL (contre-la-montre)
  - Prologue et 4eb étape (contre-la-montre) du Tour de Marie-Galante
  - Prologue du Tour de la Guadeloupe (contre-la-montre)
  - 2e du championnat des Bermudes sur route
  - 3e du championnat des Bermudes du contre-la-montre

### Classements mondiaux
| Année                                 | 2019  | 2020 | 2021 | 2022  | 2023 | 2024 |
| ------------------------------------- | ----- | ---- | ---- | ----- | ---- | ---- |
| Classement mondial                    | 1258e | 994e | 768e | 2288e | 458e | 365e |
| UCI America Tour                      | 175e  | 77e  | 86e  | 370e  | 42e  | 37e  |
|                                       |       |      |      |       |      |      |
| Légende : nc = non classéSource : UCI |       |      |      |       |      |      |